# Ambuquí
Ambuquí é uma cidade equatoriana da província de Imbabura. Lá nasceram os futebolistas Joffre Guerrón e Oswaldo Ibarra.